# Huaröd
För andra betydelser, se Huaröd (olika betydelser).
Huaröd är en tätort i Kristianstads kommun och kyrkby i Huaröds socken i Skåne, belägen på Linderödsåsen cirka 30 kilometer söder om Kristianstad.
Orten är omgiven av bokskogar och ligger cirka 15 kilometer från havet. Huaröd är vackert beläget och kallas Skånes sista vildmark. I närheten ligger naturreservatet Fjällmossen och bäckravinen Åbergen. 

## Befolkningsutveckling
| Befolkningsutvecklingen i Huaröd 1960–2020 | Befolkningsutvecklingen i Huaröd 1960–2020 | Befolkningsutvecklingen i Huaröd 1960–2020 | Befolkningsutvecklingen i Huaröd 1960–2020 | Befolkningsutvecklingen i Huaröd 1960–2020 |
| ------------------------------------------ | ------------------------------------------ | ------------------------------------------ | ------------------------------------------ | ------------------------------------------ |
|                                            |                                            |                                            |                                            |                                            |
| År                                         |                                            |                                            | Folkmängd                                  | Areal (ha)                                 |
| 1960                                       | 1960                                       |                                            | 227                                        |                                            |
| 1965                                       | 1965                                       |                                            | 214                                        |                                            |
| 1970                                       | 1970                                       |                                            | 214                                        |                                            |
| 1975                                       | 1975                                       |                                            | 224                                        |                                            |
| 1980                                       | 1980                                       |                                            | 239                                        |                                            |
| 1990                                       | 1990                                       |                                            | 261                                        | 44                                         |
| 1995                                       | 1995                                       |                                            | 284                                        | 46                                         |
| 2000                                       | 2000                                       |                                            | 277                                        | 46                                         |
| 2005                                       | 2005                                       |                                            | 274                                        | 45                                         |
| 2010                                       | 2010                                       |                                            | 242                                        | 45                                         |
| 2015                                       | 2015                                       |                                            | 254                                        | 74                                         |
| 2020                                       | 2020                                       |                                            | 267                                        | 85                                         |
|                                            |                                            |                                            |                                            |                                            |

## Samhället
I Huaröd finns Huaröds kyrka samt ett friluftsbad och förskola. Affär, bensinstation och Café. Det finns flera föreningar i Huaröd bl.a. ett byalag, idrottsförening, badförening och häst- och sportförening.  

## Personer och kultur i orten
Katja Geiger (Katja of Sweden), Carl-Adam Nycop, Mats Rondin, Geoff Bunn och Richard Batdorff är några offentliga personer som valt att bo i Huaröd. Sedan 1996 har orten också varit säte för den uppmärksammade Huaröds kammarorkester, då ledaren Mats Rondin och flera andra av landets främsta musiker länge varit bosatta i området.
Det finns även en bok om byn. "Huaröds socken förr och nu", som blev tryckt 1996. Ett annat boktips är romanen "Starke prästen i Huaröd" av Torkel Karlin, son till den legendariske hembygdsforskaren Georg J:son Karlin som skapade Kulturen i Lund.
Lasse Stefanz släppte 2016 sången "Huaröd" på albumet Road Trip, något som satt Huaröd på kartan och fått många av vägskyltarna i området stulna.